# Tumult Records
Tumult Records  también conocido como tUMULt es una compañía discográfica independiente estadounidense fundada en 1999 por Andee Connors en la cual es igual empleado de la discográfica independiente: Aquarius Records.
El sonido de la discográfica esta enfocado en artistas en su mayoría de culto y de un estilo "ecléctico" enfocado en el rock, el noise y el experimental, aunque también aborda estilos del metal como el: black metal, thrash metal y el grindcore.

## Algunos artistas de la discográfica
- Avarus
- Circle
- Guapo
- Osees
- Souled American
- The Memories Attack